# 华金·罗查
华金·罗查（西班牙語：Joaquín Rocha，1944年8月16日—），生于墨西哥城，墨西哥男子拳击运动员。他曾代表墨西哥参加1968年夏季奥林匹克运动会拳击比赛，获得男子81公斤以上级铜牌。